# Lego Worlds
Lego Worlds est un jeu vidéo de type action-aventure et « bac à sable » développé par Traveller's Tales et édité par WB Games. Il sort en accès anticipé le 1er juin 2015 uniquement sur Microsoft Windows (via Steam) puis en version finale le 7 mars 2017 sur la même plateforme ainsi que sur PlayStation 4 et Xbox One. La sortie sur Nintendo Switch a lieu en septembre 2017. La critique le présente comme un concurrent à Minecraft,,.
Le joueur incarne une minifigurine Lego, évoluant dans un monde entièrement composé d'éléments Lego. Il peut alors rencontrer différents personnages, créatures et véhicules, la plupart du temps tirés des ensembles de jeu « physiques » de la marque, mais également des structures et accessoires décoratifs qui sont majoritairement propres à Lego Worlds.
Dans la version finale du jeu, deux modes de jeu sont proposés : le mode « Aventure », dédié à l'exploration de mondes, l'accomplissement de quêtes et la collection d'éléments variés — le tout encadré par une narration simple —, et le mode « Sandbox », voué à la création sans contraintes.

## Principe et modes de jeu
Dans le mode « Aventure » de Lego Worlds, le joueur se retrouve, après que son vaisseau spatial a été heurté par un astéroïde, perdu sur une planète inconnue. Son vaisseau endommagé par l'écrasement, il doit trouver un moyen de le réparer afin de décoller.
Les trois premières planètes que le joueur visite servent de tutoriels. Sur chacune d'entre elles, il récupère — principalement aux creux de cratères de météorite — au moins un nouvel outil créatif, lui permettant de modifier d'une façon ou d'une autre le monde dans lequel il se trouve. Des vidéos explicatives lui montrent succinctement leur fonctionnement respectif et les possibilités qu'ils offrent. Après chaque nouvel outil récupéré, une ou plusieurs quêtes sont proposées au joueur pour qu'il expérimente chacune de ses fonctionnalités et puisse les maîtriser. À l'issue de chaque quête, une brique dorée lui est offerte.
Ces briques dorées, lorsque leur nombre atteint un nouveau « palier », lui servent tantôt à obtenir certains articles spéciaux (déverrouillables uniquement de cette façon), tantôt à pouvoir explorer des mondes plus vastes que les précédents, après que le vaisseau ait reçu une nouvelle réparation lui permettant de voyager à travers une nouvelle zone galactique. Avec 100 briques dorées en sa possession, le joueur déverrouille la possibilité de créer des mondes personnalisés, dont il peut choisir la taille et le(s) biome(s), et sélectionner (ou désactiver) les personnages, créatures et véhicules.
Une fois les trois mondes tutoriels explorés, les cinq outils collectés et leurs quêtes accomplies, la principale mission du joueur est donc d'explorer de plus en plus de mondes, pour y accomplir de nouvelles quêtes, et obtenir davantage de briques dorées jusqu'à en avoir 100 (voire plus, leur quantité étant théoriquement illimitée). Au cours de son exploration, il a la possibilité de scanner (à l'aide de l'un des outils) les personnages, créatures, véhicules et accessoires (nommés tels quels en version française, mais qui sont concrètement des éléments du décor) présents autour de lui. Les personnages et créatures proposent parfois des quêtes au joueur, qu'il doit accomplir s'il souhaite pouvoir les scanner ; de plus, les personnages lui offrent fréquemment une brique dorée en récompense. Les coffres apparaissant aléatoirement dans chaque monde contiennent quant à eux des articles (c'est-à-dire des accessoires que le joueur peut équiper, le plus souvent en les tenant dans sa main), des constructions en briques préconstruites que le joueur peut placer librement, des formes de brique (ici seulement celles de grande taille) utiles pour la construction brique par brique, des briques dorées, et, plus rarement, des accessoires cosmétiques lui servant à changer l'apparence de son avatar. Une marchande de nuit descend avec sa montgolfière chaque soir, offrant au joueur l'occasion de lui acheter articles, formes de brique (de petite taille cette fois-ci), briques dorées et réceptacles de cœur supplémentaires, augmentant son nombre maximal de points de vie. Enfin, des « Trublions » — créatures particulièrement agaçantes et provocantes qui apparaissent à des moments et lieux aléatoires — sont porteurs de briques dorées et de formes de brique (de petite taille là aussi) que le joueur peut leur dérober après les avoir poursuivis et plaqués au sol.
L'ensemble des éléments que le joueur peut scanner, déverrouiller et collecter durant son aventure constituent les « découvertes ». L'autre objectif de ce mode « Aventure », en plus de devenir « Maître Constructeur » en atteignant les 100 briques dorées, est donc d'accumuler un maximum de découvertes. Ces découvertes ont pour seule utilité de lui permettre de personnaliser ses mondes à sa guise, que ce soit en construisant brique par brique, en plaçant des constructions préfabriquées, ou encore en invoquant des personnages, créatures ou véhicules. Les articles permettent de diversifier le gameplay en offrant de nouvelles possibilités, et la personnalisation d'avatar — qui dépend elle aussi des découvertes du joueur — est un moyen supplémentaire d'exprimer sa créativité.
Dans le mode « Sandbox », le joueur dispose d'emblée de toutes les découvertes disponibles dans le jeu (autrement dit, tout son contenu). Il n'est donc plus limité à ce niveau-là et peut immédiatement construire tout ce qu'il est possible de construire dans le jeu. Ce mode est par ailleurs dénué de narration ou de système de quêtes, ce qui demande au joueur une certaine créativité s'il ne veut pas s'ennuyer rapidement. Pour cette raison, il est conseillé au joueur de débuter avec l'autre mode de jeu s'il n'est pas familiarisé avec le système de construction. Opter en premier lieu pour le mode « Aventure » est aussi un moyen de découvrir le jeu et son contenu graduellement, ainsi que de s'inspirer des mondes générés procéduralement pour avoir un aperçu de ce qu'il est possible de construire dans Lego Worlds.

## Système de jeu
Le joueur a à sa disposition de multiples outils afin de façonner le monde dans lequel il évolue.

### Modification de briques
Cet outil (sorte de canon à l'allure futuriste) donne l’opportunité de placer des briques Lego de son choix directement dans le monde. Le joueur aura par la suite l’occasion de changer la couleur de ses briques. Cette fonction autorise également le déplacement ou la suppression des pièces Lego, à condition qu’elles ne correspondent ni à des véhicules, ni à des personnages, ni à des éléments décoratifs.

### Apparence des personnages
Le joueur a la possibilité de changer entièrement ou partiellement l'aspect de son personnage Lego, grâce aux figurines préalablement rencontrées puis achetées dans le jeu.

## Développement
Le jeu est disponible en accès anticipé à partir du 1er juin 2015 sur Windows via Steam. En novembre 2016, Warner Bros. Interactive Entertainment officialise l'arrivée du jeu sur PlayStation 4 et Xbox One pour février 2017. Le jeu sort finalement le 7 mars 2017. Une version Nintendo Switch est sortie en septembre 2017.

## Accueil
- Canard PC : 7/10[8]